# Heriades sakishimanus
Heriades sakishimanus är en biart som beskrevs av yasumatsu, Hirashima och > 1965. Heriades sakishimanus ingår i släktet väggbin, och familjen buksamlarbin. Inga underarter finns listade i Catalogue of Life.